# Cédric Orain
Cédric Orain est un auteur et metteur en scène français né le 18 juillet 1977 à Lille.

## Biographie
Après des études d’ingénieur en mathématiques appliquées, il se tourne vers le théâtre. Il suit une formation au Conservatoire de Grenoble, puis à la classe libre du cours Florent. Il fonde en 2004 la Compagnie La Traversée.
Pour ses premiers spectacles, Cédric Orain travaille essentiellement sur des textes qui ne sont pas destinés au théâtre , d'abord sur des auteurs comme Antonin Artaud, ou Georges Bataille.
Il s'intéresse ensuite à l'écriture de Pascal Quignard, pour le spectacle Le Chant des Sirènes, se plonge dans la langue de Valère Novarina , pour mettre en scène deux spectacles: Sortir du corps, et  Notre Parole, puis se tourne naturellement vers   l'œuvre de Gilles Deleuze sur laquelle il s'appuie pour écrire le spectacle D comme Deleuze. Dans chacun de ces spectacles, il a cherché à révéler un rapport singulier au corps et à la parole, 
Le travail autour de Gilles Deleuze lui donnera alors envie d'écrire ses propres textes, et de les mettre en scène ( Disparu, Enfants sauvages, Silêncio...)
Cédric Orain finit l'écriture de ses textes  pendant les répétitions : il poursuit cette écriture avec le plateau, avec les acteurs, la lumière, le son et la scénographie.
Ses spectacles ont été présentés à Paris au Théâtre de la Bastille, au Théâtre de la Cité internationale, au théâtre de la Tempête, au Théâtre l’échangeur, à la Maison des Métallos, à La Ferme du Buisson, ou encore au théâtre L’Étoile du Nord, en France dans le réseau des scènes nationales et conventionnées, et à l’international (Belgique, Québec).
Sa prochaine création, Désordres, prévue à l'automne 2026, mettra en lumière un groupe d'adolescent.e.s en conflit avec l'ordre qui leur est imposé.
Depuis 2019, Cédric Orain est artiste associé à la Maison de la Culture d’Amiens - Pôle européen de création et de production, cette association prendra fin en 2026.
Il a été artiste accompagné par le Phénix – Scène nationale de Valenciennes dans le cadre du Campus du Pôle européen de création.
Par ailleurs, Cédric Orain a collaboré à l’écriture et/ou la mise en scène pour d'autre artistes; la chorégraphe Sarah Nouveau, le circassien Clément Dazin, le marionnettiste Julien Aillet, le mentaliste Kurt Demey, le magicien Thierry Collet, et le metteur en scène David Bobee.

## Spectacles
- 2005 : Ne vous laissez jamais mettre au cercueil, d’après des textes d’Antonin Artaud, adaptation et  mise en scène de Cédric Orain
- 2006 : Le Mort, de Georges Bataille, mise en scène de Cédric Orain
- 2007 : La Nuit des Rois, d’après Shakespeare, co-mise en scène de Cédric Orain et Julien Kosellek
- 2008 : Notre Père, texte et mise en scène de Cédric Orain
- 2009 : Les Charmilles, d’après le roman de Jean-Michel Rabeux, adaptation et mise en scène de Cédric Orain
- 2009 : Striptease, texte et mise en scène de Cédric Orain
- 2009 : Gilles, texte de Cédric Orain, mise en scène de David Bobee
- 2010-2011 : Le Chant des Sirènes, d’après Pascal Quignard, adaptation et mise en scène de Cédric Orain
- 2011 : Une fin en soi, solo avec le circassien Tanguy Simmoneaux écrit par Cédric Orain
- 2012 : Sortir du Corps d’après Valère Novarina (avec la compagnie de l’oiseau-Mouche), adaptation et mise en scène de Cédric Orain

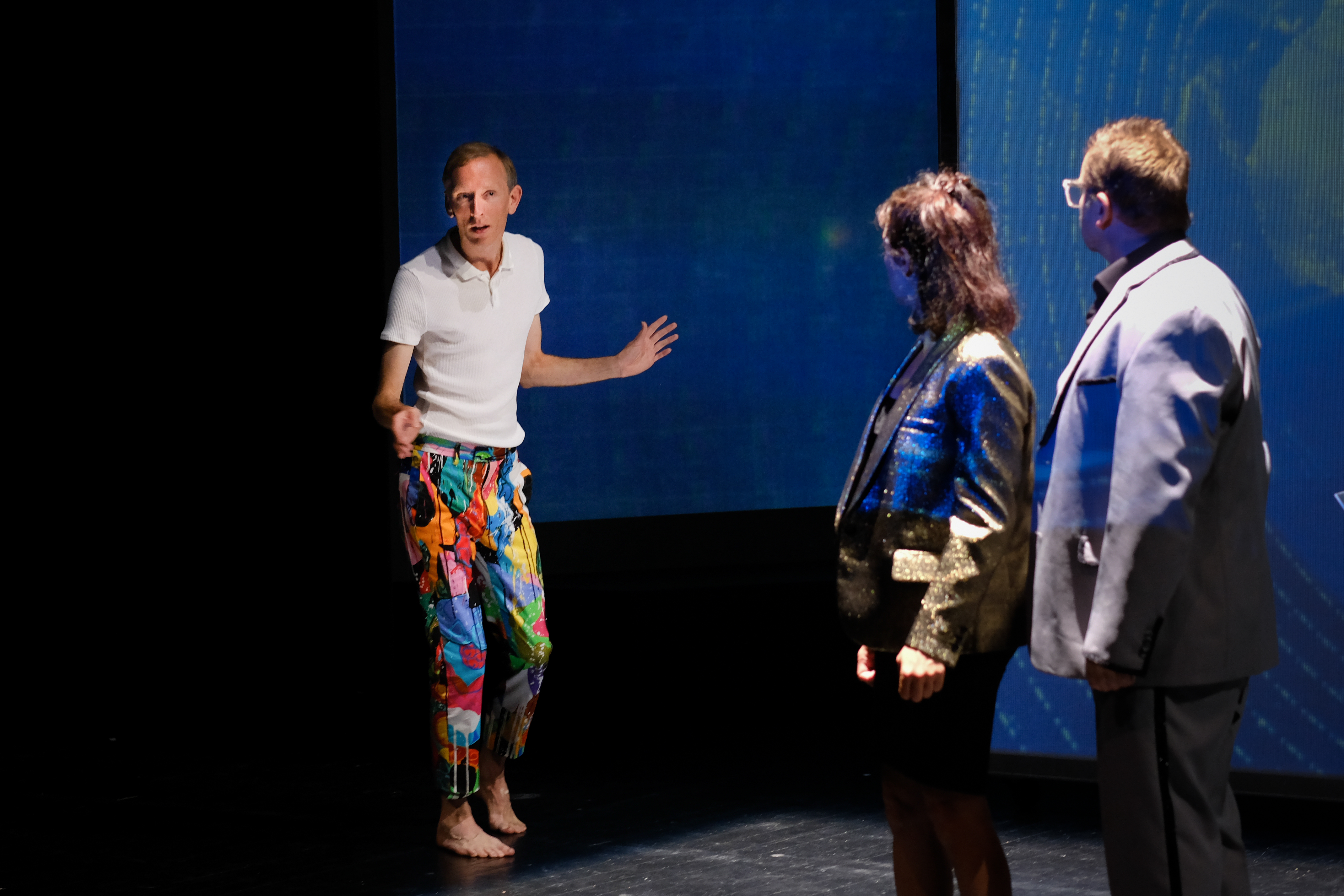
Notre Parole au Théâtre de la Cité Internationale

- 2012-2013 : En attendant la nuit, texte et mise en scène de Cédric Orain.
- 2013-2014 : The Scottish Play, texte et mise en scène de Cédric Orain, inspiré de Macbeth de Shakespeare
- 2015 : L’Amour pur, d’après le roman d’Agustina Izquierdo, adaptation mise en scène de Cédric Orain
- 2016 : Evidences inconnues, spectacle du magicien mentaliste belge Kurt Demey, collaboration à l'écriture et à la mise en scène de Cédric Orain
- 2017 : D comme Deleuze, texte et mise en scène de Cédric Orain, d’après l’œuvre de Gilles Deleuze
- 2018 : Notre Parole, adaptation et mise en scène de Cédric Orain, textes de Valère Novarina[6]
- 2019 : Disparu, texte et mise en scène de Cédric Orain, création au Théâtre du Train Bleu à Avignon
- 2020: Enfants sauvages, texte et mise en scène de Cédric Orain
- 2022: Silêncio, texte et mise en scène de Cédric Orain et Guilherme Gomes, création au théâtre national de Lisbonne.
- 2023: Corps premiers, texte et mise en scène de Cédric Orain
- 2025: Le Journal de Maïa, texte et mise en scène de Cédric Orain